# New Orleans Hornets 2004-2005
La stagione 2004-05 dei New Orleans Hornets fu la 3ª nella NBA per la franchigia.
I New Orleans Hornets arrivarono quinti nella Southwest Division della Western Conference con un record di 18-64, non qualificandosi per i play-off.

## Roster
| N° | Naz.                   | Ruolo | Sportivo           | Anno | Alt. | Peso |
| -- | ---------------------- | ----- | ------------------ | ---- | ---- | ---- |
| 1  | Stati Uniti (bandiera) | G     | Baron Davis        | 1979 | 191  | 95   |
| 2  | Stati Uniti (bandiera) | G     | Dan Dickau         | 1978 | 183  | 86   |
| 3  | Stati Uniti (bandiera) | A     | Lonny Baxter       | 1979 | 203  | 118  |
| 4  | Stati Uniti (bandiera) | AC    | Jackson Vroman     | 1981 | 208  | 100  |
| 4  | Stati Uniti (bandiera) | G     | David Wesley       | 1970 | 183  | 86   |
| 5  | Stati Uniti (bandiera) | G     | Speedy Claxton     | 1978 | 180  | 75   |
| 6  | Stati Uniti (bandiera) | G     | Lorinza Harrington | 1980 | 193  | 82   |
| 9  | Stati Uniti (bandiera) | A     | George Lynch       | 1970 | 203  | 99   |
| 10 | Stati Uniti (bandiera) | G     | Darrell Armstrong  | 1968 | 183  | 77   |
| 10 | Slovenia (bandiera)    | A     | Boštjan Nachbar    | 1980 | 206  | 100  |
| 12 | Stati Uniti (bandiera) | A     | Chris Andersen     | 1978 | 208  | 104  |
| 15 | Polonia (bandiera)     | A     | Maciej Lampe       | 1985 | 211  | 125  |
| 20 | Brasile (bandiera)     | G     | Alex Garcia        | 1980 | 191  | 100  |
| 21 | Canada (bandiera)      | C     | Jamaal Magloire    | 1978 | 211  | 117  |
| 23 | Stati Uniti (bandiera) | G     | J.R. Smith         | 1985 | 198  | 100  |
| 30 | Stati Uniti (bandiera) | A     | David West         | 1980 | 206  | 109  |
| 32 | Stati Uniti (bandiera) | GA    | Casey Jacobsen     | 1981 | 198  | 98   |
| 33 | Stati Uniti (bandiera) | A     | Lee Nailon         | 1975 | 206  | 108  |
| 34 | Stati Uniti (bandiera) | A     | Corsley Edwards    | 1979 | 206  | 125  |
| 35 | Stati Uniti (bandiera) | A     | Matt Freije        | 1981 | 208  | 109  |
| 42 | Stati Uniti (bandiera) | AC    | P.J. Brown         | 1969 | 211  | 102  |
| 54 | Stati Uniti (bandiera) | A     | Rodney Rogers      | 1971 | 201  | 107  |

## Staff tecnico
- Allenatore: Byron Scott
- Vice-allenatori: Jim Cleamons, Darrell Walker, Kenny Gattison